# Au pair (film)
 For alternative betydninger, se Au pair (flertydig). (Se også artikler, som begynder med Au pair)
Au pair er en dansk kortfilm fra 2010 instrueret af Lasse Lindsteen efter manuskript af Jenny Lund Madsen og Lasse Lindsteen.

## Handling
Anna er fra Rusland og arbejder som au pair hos en dansk familie. Hun er tæt knyttet til familiens dreng, Magnus, men da Annas egen søn hjemme i Rusland er alvorligt syg, og da hun skal skaffe penge til en operation, bliver deres venskab sat på en prøve.

## Medvirkende
- Alesja Kovalova
- Magnus Rønne Møller
- Nastja Arcel
- Rasmus Haxen
- Kristian Halken